# Antilopkenguru
Az antilopkenguru (Macropus antilopinus) az emlősök (Mammalia) osztályának az erszényesek (Marsupialia) alosztályágához, ezen belül a diprotodontia rendjéhez és a kengurufélék (Macropodidae) családjához tartozó faj.

## Előfordulása
Ausztrália északi részének erdeiben és szavannáin található meg.

## Megjelenése
Testhossza 1,5-1,9 m. Testtömege 15–70 kg. A hím szőrzete vöröses, a nőstény szőrzete szürkés.

## Életmódja
Az antilopkenguru társasállat, az idősebb hímek magányosak. Tápláléka fű.

## Szaporodása
A hímkenguruk a párzási időszakkor „bokszolnak”, amelyik hím nyer az párosodik a nőstényekkel. A 34.1-35.9 napig tartó vemhesség végén a nőstény 1 kölyöknek ad életet. A kölyök 2 hetesen ki is merészkedik az anyaállat erszényéből. 15 hónaposan kerül sor az elválasztásra.

## Természetvédelmi állapota
Az antilopkenguru még nem veszélyeztetett faj, a faj a nedves, trópusi éghajlathoz alkalmazkodott, ezért ezt a kengurufajt fenyegeti legjobban a globális felmelegedés.